# Lysdiodskärm
Ej att förväxla med LCD-skärm med LED-bakgrundsbelysning.

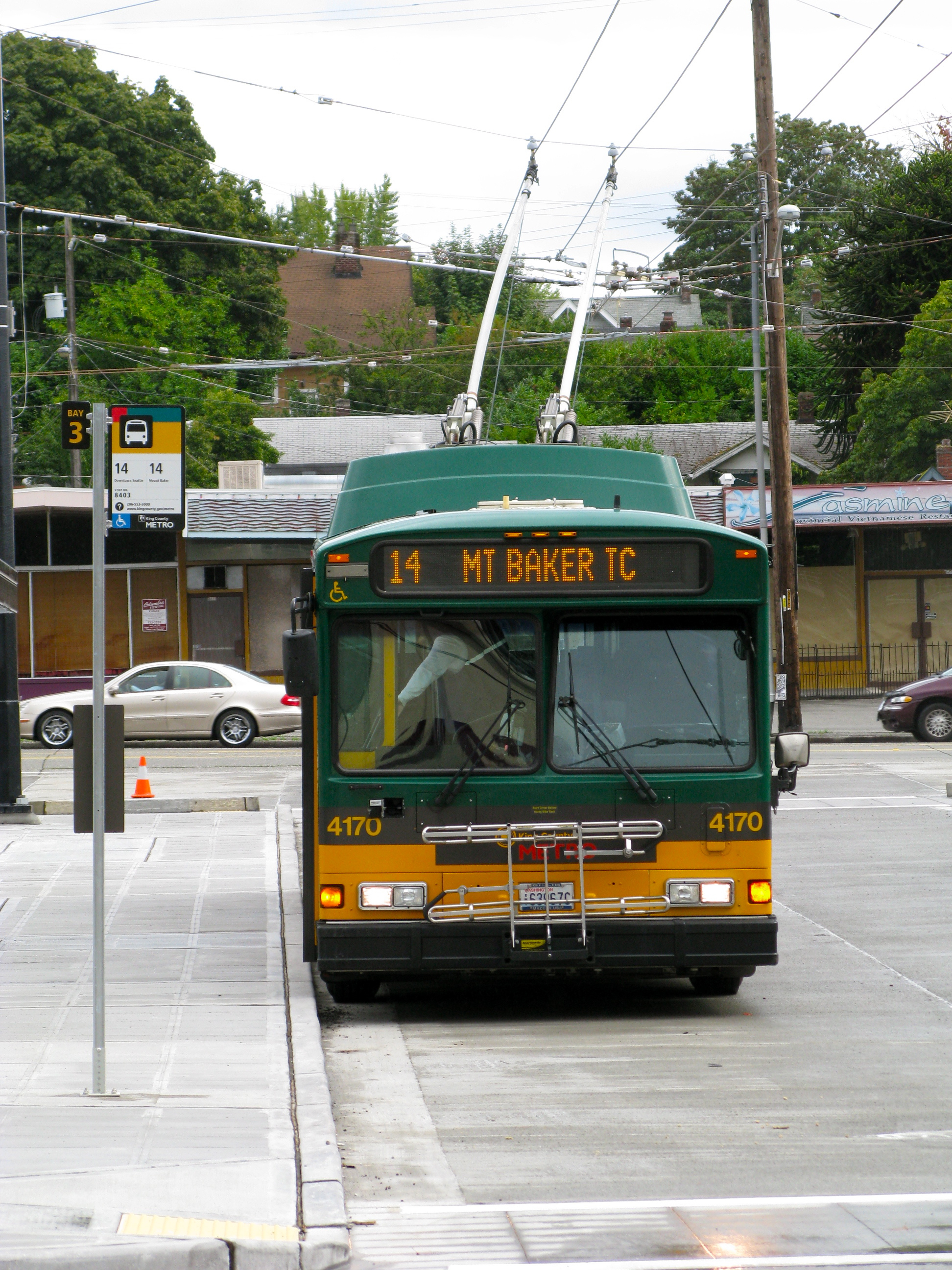
En trådbuss med lysdiodskärmar.

En lysdiodskärm eller LED-skärm är en bildskärm som är uppbyggd av lysdioder.
De enklaste lysdiodskärmarna har lysdioder av samma färg, med låg upplösning. De används för att visa enkla texter och bilder. 